# San José (Los Silos)
San José es una de las entidades de población que conforman el municipio de Los Silos, en la isla de Tenerife —Canarias, España—.

## Características
El barrio está formado por los núcleos de: San José, Aregume, El Puertito y Sibora.